# Chevrolet Yeoman
La Yeoman è un'autovettura full-size prodotta dalla Chevrolet nel 1958 solo in versione familiare.

## Storia
Era disponibile sia in versione tre che cinque porte. Entrambe erano in grado di trasportare fino a sei passeggeri. La Yeoman era alla base dell'offerta Chevrolet, e le due familiari più lussuose erano la Brookwood e la Nomad. La Yeoman era, sostanzialmente, la versione familiare della Del Ray.
Il modello era disponibile con un motore a sei cilindri in linea da 3,9 L oppure con un V8 da 4,6 L o 5,7 L di cilindrata. Il propulsore era montato anteriormente, mentre la trazione era posteriore. La Yeoman era basata sul pianale A del gruppo General Motors, ed era dotata di un cambio manuale a tre rapporti oppure automatico a due marce.